# Daniele Contrini
Daniele Contrini (né le 15 août 1974 à Gardone Val Trompia, en Lombardie) est un coureur cycliste italien.

## Biographie
Daniele Contrini passe professionnel en 1996 dans l'équipe italienne Brescialat. Il reste membre de cette formation (qui prend le nom de Liquigas en 1999) jusqu'en 2001. Ses meilleurs résultats durant cette période sont une victoire d'étape et une troisième place au classement général des Quatre Jours de Dunkerque en 1997, ainsi que deux podiums aux championnats d'Italie contre-la-montre 2000 et 2001.
À la disparition de Liquigas, Daniele Contrini rejoint l'équipe allemande Gerolsteiner en compagnie de plusieurs de ses coéquipiers, dont le leader de Liquigas Davide Rebellin. Après deux saisons chez Gerolsteiner, il s'engage en 2004 avec l'équipe LPR. Il y remporte sa principale victoire en 2006, après une échappée solitaire lors de la 2e étape du Tour de Suisse.
En 2007, LPR fusionne avec Tinkoff Restaurants formant l'équipe Tinkoff Credit Systems. Il y reste jusqu'à la fin 2008.

## Palmarès
- 1994
  - 2e de la Coppa d'Inverno
- 1995
  - Circuito Salese
  - Coppa d'Inverno
- 1996
  - Giro dei Sei Comuni
  -  Médaillé d'argent du championnat d'Europe sur route espoirs
  - Grand Prix Mendrisio
- 1997
  - 5e étape des Quatre Jours de Dunkerque
  - 3eb étape de l'Olympia's Tour (contre-la-montre par équipes)
  - 3e des Quatre Jours de Dunkerque
- 1998
  - Grand Prix Krka
- 2000
  - 2e du championnat d'Italie du contre-la-montre
  - 3e du Grand Prix d'Europe (avec Diego Ferrari)
- 2001
  - 2e du championnat d'Italie du contre-la-montre
- 2003
  - 1re étape du Tour de Saxe
- 2005
  - Route Adélie
  - 3e étape du Tour de Picardie
  - 2e du Giro del Mendrisiotto
  - 2e du Grand Prix de la ville de Rennes
- 2006
  - 2e étape du Tour de Suisse
- 2007
  - 1re étape du Tour de Géorgie

## Résultats sur les grands tours

### Tour d'Italie
5 participations
- 1997 : abandon
- 2000 : 106e
- 2002 : abandon (17e étape)
- 2003 : non-partant à la 10e étape
- 2007 : 86e

### Tour d'Espagne
3 participations
- 1998 : abandon (20e étape)
- 1999 : abandon (12e étape)
- 2000 : abandon (15e étape)

## Classements mondiaux
| Année            | 2005 | 2006 | 2007  | 2008 | 2009 |
| ---------------- | ---- | ---- | ----- | ---- | ---- |
| UCI America Tour |      |      | 80e   |      |      |
| UCI Europe Tour  | 37e  |      | 1108e | 875e | 936e |